# Eichenlöhlein
Eichenlöhlein (in der Au) ist der Name eines Flurstückes bei Worzeldorf, hat die PLZ 90455 und gehört zum statistischen Bezirk 49 (Kornburg, Worzeldorf).

## Lage
Das Eichenlöhlein liegt 9 km südlich des Stadtkernes der Stadt Nürnberg am Gaulnhofener Graben. Es befindet sich jeweils zum Teil auf den Gemarkungen von Worzeldorf und Kornburg. Ab den 1980er Jahren entstand dort ein Neubaugebiet mit teils offener Bebauung. Dieses Neubauviertel liegt zwar auf dem Flurstück Kornburgerweegaecker, hieß früher Eichenlöhlein in der Au und wird heute als Teil der städtebaulichen Entwicklungsmaßnahme Nürnberg-Herpersdorf laut rechtsverbindlichem Bebauungsplan Nr. 4502 Wohngebiet Eichenlöhlein bezeichnet.

## Archäologische Grabungen
2001 bis 2005 fanden im Gebiet nördlich und östlich des Eichenlöhlein immer wieder archäologische Grabungen statt. Sowohl bei großen Flächengrabungen als auch in kleineren Privatgrundstücken konnten umfangreiche Erkenntnisse über die geschichtliche Bedeutung des Areals gewonnen werden. Zwei Teilgebiete sind als Bodendenkmal ausgewiesen. Das nördliche war über sechs Hektar groß (D-5-6632-0127) und enthielt Siedlungsspuren der Urnenfelderzeit und der Latènezeit; das östliche (D-5-6632-0128) umfasste fünf Hektar und wies urnenfelderzeitliche Siedlungsreste auf. Mit weiteren ungestörten Fundhorizonten ist dort heute höchstwahrscheinlich nicht mehr zu rechnen. Die Grabungskampagnen kamen zum Erliegen und das gesamte Gelände wurde inzwischen bereits zu mehr als 90 % modern überbaut.